# جورج استنلی
جورج استنلی (انگلیسی: George Stanley; ۲۳ آوریل ۱۹۰۳ – ۱۱ مهٔ ۱۹۷۰) مجسمه‌ساز اهل ایالات متحده آمریکا بود.

## زندگی‌نامه
او در سال ۱۹۰۳ در ایوتا، محله ای در جنوب شرقی آمریکا متولد شد. او سپس به کالیفرنیا نقل مکان کرد و جوانی اش را در شهر واتسون ویل، کالیفرنیا گذراند. پس از فارغ‌التحصیلی از دبیرستان، شروع به مطالعه مجسمه‌سازی در مؤسسه هنر اوتیس در لس آنجلس از ۱۹۲۳ تا ۱۹۲۶ کرد. او همچنین در این مدرسه از ۱۹۲۶–۱۹۴۲ تدریس کرد. همچنین به‌طور مختصر در مدرسه هنرهای سانتا باربارا تدریس کرد. در طول زندگی او بسیاری از آثار هنری عمومی از جمله کار برای مدارس مانند دبیرستان پلی تکنیک لانگ بیچ، کالیفرنیا، و همچنین برای مشتریان خصوصی انجام داده‌است.

## آثار
از آثار مهم جورج استنلی می‌توان به طراحی و ساخت مجسمه اسکار نام برد.